# SN 2002bt
SN 2002bt – supernowa typu Ia odkryta 25 marca 2002 roku w galaktyce UGC 8584. W momencie odkrycia miała maksymalną jasność 17,90m.